# Fallston (Carolina del Nord)
Fallston és una població dels Estats Units a l'estat de Carolina del Nord. Segons el cens del 2000 tenia 603 habitants.

## Demografia
Segons el cens del 2000, Fallston tenia 603 habitants, 230 habitatges i 180 famílies. La densitat de població era de 106,8 habitants per km².
Dels 230 habitatges en un 32,6% hi vivien nens de menys de 18 anys, en un 60,9% hi vivien parelles casades, en un 12,2% dones solteres, i en un 21,7% no eren unitats familiars. En el 20,9% dels habitatges hi vivien persones soles l'11,7% de les quals corresponia a persones de 65 anys o més que vivien soles. El nombre mitjà de persones vivint en cada habitatge era de 2,52 i el nombre mitjà de persones que vivien en cada família era de 2,83.
Per edats la població es repartia de la següent manera: un 23,5% tenia menys de 18 anys, un 6,6% entre 18 i 24, un 26,7% entre 25 i 44, un 23,1% de 45 a 60 i un 20,1% 65 anys o més.
L'edat mediana era de 38 anys. Per cada 100 dones de 18 o més anys hi havia 85,1 homes.
La renda mediana per habitatge era de 35.000 $ i la renda mediana per família de 41.042 $. Els homes tenien una renda mediana de 33.125 $ mentre que les dones 25.139 $. La renda per capita de la població era de 17.415 $. Entorn del 13,1% de les famílies i el 13,8% de la població estaven per davall del llindar de pobresa.

## Poblacions més properes
El següent diagrama mostra les poblacions més properes.